# 로베르트 바우어
로베르트 바우어(독일어: Robert Bauer, 1995년 4월 9일 ~ )는 독일의 축구 선수이며 현재 소속팀은 부리람 유나이티드]이다. 주로 풀백과 윙백 포지션에서 플레이 한다. 그는 카자흐스탄 국적도 가지고 있다.

## 수상
- 2016년 하계 올림픽 축구 : 은메달 -  독일 올림픽 대표팀